# Quevedo: Bzrp Music Sessions, Vol. 52
Quevedo: Bzrp Music Sessions, Vol. 52 és una cançó del productor argentí Bizarrap i el cantant espanyol Quevedo que pertany a les BZRP Music Sessions del productor argentí. Va ser llançada el 7 de juliol de 2022 a través de Dale Play Records.

## Antecedents
La sessió va ser anunciada per Bizarrap través d'un vídeo promocional, publicat en les seves xarxes socials, en aquest es va crear un menú especial per a l'ocasió en un dels restaurants de Burger King localitzat a Madrid, Espanya, en el qual venia inclòs una joguina del propi productor amb una part del cor de la sessió, confirmant la participació de Quevedo. Bizarrap es va posar en la finestreta de servei del restaurant per a lliurar el combo personalment.

## Crèdits
Crèdits adaptats de Genius.
- Bizarrap - producció, composició
- Quevedo - veu, composició
- Zecca - enginyer de mescla i masterització

## Recepció

### Acompliment comercial
El senzill va aconseguir ingressar en el comptatge Billboard Hot 100, la major llista d'èxits musicals dels Estats Units, debutant en la posició número 98, marcant això el primer ingrés de tots dos artistes en el rànquing.

## Posicionament en llistes

### Setmanals
| Llistes (2022)                                 | Millor posició |
| ---------------------------------------------- | -------------- |
| Argentina Hot 100 (Billboard)                  | 1              |
| Bolívia Songs (Billboard)                      | 1              |
| Xile (Monitor Latino)                          | 17             |
| Xile Songs (Billboard)                         | 1              |
| Colòmbia (Monitor Latino)                      | 10             |
| ColòmbiaSongs (Billboard)                      | 1              |
| ColòmbiaStreaming (Promúsica)                  | 1              |
| Costa Rica (Monitor Latino)                    | 10             |
| Costa Rica Streaming (FONOTICA)                | 1              |
| Equador (Monitor Latino)                       | 6              |
| EquadorSongs (Billboard)                       | 1              |
| Espanya (PROMUSICAE)                           | 1              |
| EspanyaSongs (Billboard)                       | 1              |
| Estats Units (Billboard Hot 100)               | 98             |
| Estats Units (Hot Dance/Electronic Songs)      | 5              |
| Estats Units Hot Latin Songs (Billboard)       | 20             |
| Estats Units Latin Streaming Songs (Billboard) | 25             |
| Global 200 (Billboard)                         | 1              |
| Global Excl. US (Billboard)                    | 1              |
| Hondures (Monitor Latino)                      | 4              |
| [[Mexico Songs\| Mèxic Songs]] (Billboard)     | 1              |
| [[Mexico Songs\| Mèxic]] Streaming (AMPROFON)  | 1              |
| Panamà (Monitor Latino)                        | 11             |
| Panamà (PRODUCE)                               | 7              |
| (Monitor Latino)                               | 4              |
| Perú (Monitor Latino)                          | 9              |
| Perú Songs (Billboard)                         | 1              |
| República Dominicana (SODINPRO)                | 4              |
| Suïssa (Schweizer Hitparade)                   | 47             |
| Uruguai (Monitor Latino)                       | 5              |
| Veneçuela Urbano (Monitor Latino)              | 16             |

### Mensuals
| Llistes (2022) | Millor posició |
| -------------- | -------------- |
| Paraguai (SGP) | 8              |
| Uruguai (CUD)  | 1              |

## Certificacions
| País (organisme certificador) | Certificació | Vendes | Ref. |
| ----------------------------- | ------------ | ------ | ---- |
| Espanya (PROMUSICAE)          | 2× Platí     | 80 000 |      |